# Riposte (série littéraire)
Pour les articles homonymes, voir Riposte et Aftermath.
Riposte (titre original : Aftermath) est une trilogie littéraire de science-fiction placée dans l'univers étendu de Star Wars. Elle sert de pont entre Star Wars, épisode VI : Le Retour du Jedi et Star Wars, épisode VII : Le Réveil de la Force. Les trois romans qui la composent ont été écrits par Chuck Wendig.

## Trame
Après sa victoire décisive à Endor, l'Alliance Rebelle s'est transformée en Nouvelle République et continue sa lutte contre l'Empire. Ce dernier — après la mort de l'Empereur et de son bras droit Dark Vador, ainsi que les nombreuses pertes irremplaçables qu'il a subi à Endor — s'est fracturé en plusieurs factions menées par des seigneurs de guerre. Mais l'amirale Rae Sloane, conseillée par le mystérieux Gallius Rax, tente de rassembler les morceaux de l'Empire et de mettre en place une stratégie pour riposter à l'avancée de la Nouvelle République.

## Personnages

### Nouvelle République
- Norra Wexley : Ancienne pilote de Y-wing.
- Temmin Wexley : Fils de Norra.
- Monsieur "Os" : Droïde de combat B1.
- Commandant Wedge Antilles : Pilote néo-républicain.
- Sinjir Rath Velus : Ex-officier de probité impérial.
- Jas Emari : Chasseuse de primes Zabrak.
- Sergent-Major Jom Barrel: Commando néo-républicain
- Commodore Kyrsta Agate : commandante des forces alderaaniennes de la flotte néo-républicaine
- Amiral de la Flotte Gial Ackbar : chef militaire de la Nouvelle République
- Présidente Mon Motha: dirigeante de la Nouvelle République

### Empire Galactique
- Grande Amirale Rae Sloane : cheffe militaire autoproclamée de l'Empire
- Amiral de la Flotte Gallius Rax : conseiller de Sloane
- Adea Rite : assistante de Sloane
- Grand Vizir Mas Ameda : dirigeant de jure de l'Empire
- Conseiller Yupe Tashu : ex-conseiller de l'Empereur et adepte du Côté Obscur
- Ferric Obdur : responsable de la propagande impériale
- Grand Moff Rand : gouverneur des provinces frontalières de la Bordure Extérieure
- Morna Kee : pilote impériale
- Mercurial Swift: Chasseur de primes

## Chronologie
1. Riposte (Aftermath) - 4 ap. BY.
2. Dette de vie (Life Debt) - 4 ap. BY.
3. Chute de l'Empire (Empire's End) - 5 ap. BY.

### Riposte
Riposte est publié sous son titre original, Aftermath, aux États-Unis par Del Rey Books le 4 septembre 2015,. Il est traduit en français par Nicolas Ancion et Axelle Demoulin et publié par les éditions Pocket le 25 février 2016, avec alors 480 pages,.

### Dette de vie
Dette de vie est publié sous son titre original, Life Debt, aux États-Unis par Del Rey Books le 12 juillet 2016,. Il est traduit en français par Nicolas Ancion et Axelle Demoulin et publié par les éditions Pocket le 31 octobre 2018, avec alors 416 pages,

### Chute de l'Empire
Chute de l'Empire est publié sous son titre original, Empire's End, aux États-Unis par Del Rey Books le 21 février 2017,. Il est traduit en français par Nicolas Ancion et Axelle Demoulin et publié par les éditions Pocket le 28 février 2019, avec alors 560 pages,.